# 민희 (2002년)
민희(본명: 강민희, 2002년 9월 17일 화요일~)는 대한민국의 남자 가수이자 배우로 스타쉽 엔터테인먼트 소속이며 대한민국의 보이 그룹 크래비티의 리드보컬을 맡고 있다. 과거 에이티즈 멤버 강여상, 케플러 멤버 김채현과 함께 《더 쇼》 MC를 맡았었다. 과거 대한민국의 보이그룹 X1의 서브보컬을 맡았었다. 그는 전라남도 순천시 출신이다.

## 학력
- 순천조례초등학교(2009.3.2~2015.2.0, 졸업, 전라남도 순천시 왕조동)
- 순천이수중학교(2015.3.2~2018.2.0, 졸업, 전라남도 순천시 덕연동)
- 남강고등학교(2018.3.2~2021.2.5 졸업, 서울특별시 관악구 신림동)

## 음반 외 활동

### 텔레비전 프로그램

#### 방송
| 연도          | 기간               | 방송사  | 제목               | 역할    | 장르 | 비고      |
| ------------- | ------------------ | ------- | ------------------ | ------- | ---- | --------- |
| 2019년        | 5월 3일 ~ 7월 19일 | 엠넷    | 《프로듀스 X 101》 | 참가자  | 예능 | 출연 데뷔 |
| 2022년-2023년 | 1월 25일 ~ 3월14일 | SBS MTV | 《더쇼》           | 고정 MC | 예능 | 출연      |
| 2023년        | 2월 27일 ~3월 6일  | MBC     | 《복면가왕》       | 참가자  | 예능 | 출연      |
| 2023년        | 9월 12일           | MBC     | 《심야과담회》     | 게스트  | 예능 | 출연      |
| 2023년        | 12월 23일          | JTBC    | 《아는형님》       | 게스트  | 예능 | 출연      |

#### 드라마
| 연도   | 기간               | 방송사 | 제목                        | 배역 | 장르   | 비고                        |
| ------ | ------------------ | ------ | --------------------------- | ---- | ------ | --------------------------- |
| 2021년 | 5월 7일 ~ 7월 23일 | JTBC   | 《IDOL (아이돌: The Coup)》 |      | 드라마 | 뮤직탱크 음악방송 MC (12회) |

## 비주얼
대표적인 비주얼 멤버 중 한명이다. 하얀 피부, 무쌍이지만 큰 눈, 삼백안, 짙은 눈썹, 입꼬리 보조개, 주근깨, 긴 속눈썹, 사막여우를 연상시키는 눈웃음 등 외견적인 매력 포인트가 많은 미남.